# Lega di Xilin Gol
La Lega di Xilin Gol (in mongolo tradizionale ᠰᠢᠯᠢ ᠶᠢᠨ
ᠭᠣᠣᠯ
ᠠᠶᠢᠮᠠᠭ, sili-yin ɣoul ayimaɣ; in cinese 锡林郭勒; in pinyin Xīlínguōlè Méng) è una lega della Mongolia Interna, in Cina.

## Suddivisioni amministrative
- Xilinhot
- Erenhot
- Contea di Duolun
- Bandiera di Abag
- Bandiera sinistra di Sonid
- Bandiera destra di Sonid
- Bandiera orientale di Ujimqin
- Bandiera occidentale di Ujimqin
- Bandiera di Taibus
- Bandiera di Xianghuang
- Bandiera di Zhengxiangbai
- Bandiera di Zhenglan